# Cardenden
Cardenden är en ort i Storbritannien.   Den ligger i kommunen Fife och riksdelen Skottland, i den centrala delen av landet, 500 km norr om huvudstaden London. Cardenden ligger 71 meter över havet och antalet invånare är 4 913.
Terrängen runt Cardenden är huvudsakligen platt, men norrut är den kuperad. Runt Cardenden är det ganska tätbefolkat, med 155 invånare per kvadratkilometer. Närmaste större samhälle är Kirkcaldy, 6,7 km öster om Cardenden. Trakten runt Cardenden består i huvudsak av gräsmarker.